# Dean Kamen
Dean Kamen est un inventeur et homme d'affaires américain, né le 5 avril 1951 à Long Island. Il est principalement connu pour l'invention du Segway PT et sa fondation FIRST créée avec Woodie Flowers.

## Biographie
Kamen est né à Long Island, New York, dans une famille juive. Son père est Jack Kamen, un illustrateur de Mad, Weird Science et d'autres publication d'EC Comics.
Dean Kamen étudie au Worcester Polytechnic Institute (WPI), mais quitte l'établissement sans avoir obtenu de diplôme.

## Inventeur

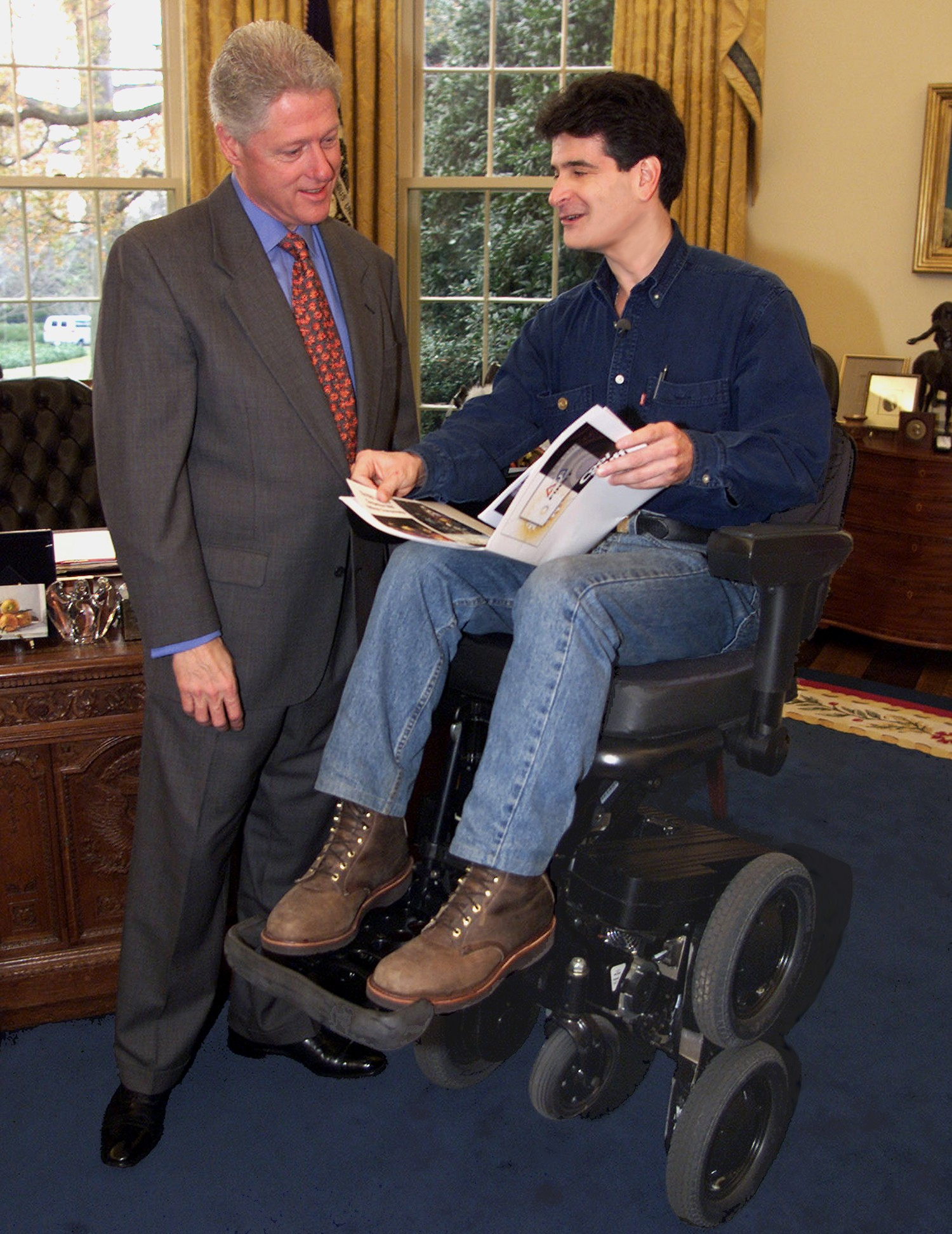
Kamen sur un iBOT avec Bill Clinton, à la Maison-Blanche.

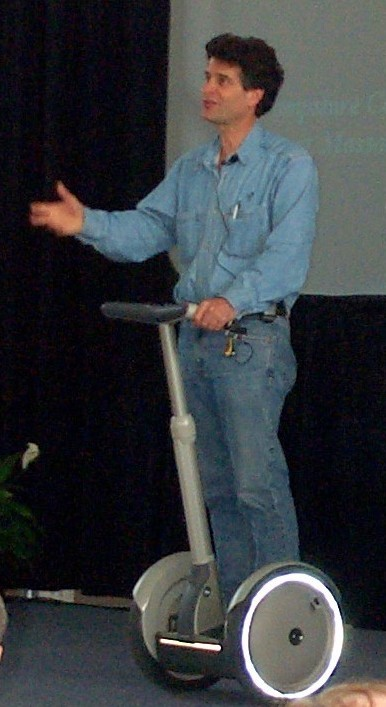
Kamen sur un Segway.

Il est l'inventeur, entre autres, de :
- Une pompe à insuline individuelle ;
- de l'iBOT (en), le premier véhicule électrique à six roues qui permet à des personnes handicapées de monter des escaliers et donc de gagner considérablement en mobilité[2] ;
- Du véhicule électrique Segway PT.

En 2010, il détient plus de 440 brevets, dans différents domaines technologiques et notamment celui de la médecine.
Il est également le créateur de la FIRST (en), la première compétition de robotique à échelle internationale. Cette compétition se déroule chaque année aux États-Unis et rassemble plusieurs milliers de collégiens et lycéens à travers le monde autour de défis que devront relever leurs robots.

## Transhumanisme
Il est membre du Conseil d'administration de la Fondation X Prize engagée dans le mouvement transhumaniste.

### Citations
- « Le vieillissement est un jeu atroce. Vous ne pouvez gagner, mais vous devez participer. »[6]

## Distinctions
Entre autres :
- Hoover Medal (1995)
- Heinz Award Technologie, Économie et Emploi  (1999)
- National Medal of Technology and Innovation (2000)[7]
- Prix Lemelson du MIT (2002)
- ASME Medal (2007)
- Lindbergh Award (2011)
- Global Humanitarian Award (en) (2013)

## Le Royaume de North Dumpling
L'île North Dumpling est la plus septentrionale des deux îles du détroit de Fishers Island, située à environ 550 m au nord de l'île South Dumpling et abrite le phare de North Dumpling. Elle est à une mile (1,6 km) au large de la côte du Connecticut, au sud de Groton, mais se trouve sur le territoire de la ville de Southold dans l'État de New York. L'île de 8 000 m2 est une propriété privée de Dean Kamen qui l'a déclarée indépendante. 

### Histoire
L'île est achetée par John Winthrop, fils du gouverneur de la Colonie de la baie du Massachusetts, et reste propriété de la famille Winthrop jusqu'en 1847, date à laquelle elle a est vendue au gouvernement fédéral pour être le site d'un phare. En 1959, la balise est automatisée, et le phare et le terrain sont vendus à un particulier. En 1986, Kamen l’achète au prix de 2,5 millions de dollars.
En 1988, quand Kamen se voit refuser la permission de construire une éolienne sur l'île, il annonce faire sécession des États-Unis,. Il convainc même G. Bush de conclure un pacte de non-agression avec le North Dumpling.
Le système électrique de l'île est ensuite converti en une combinaison d'énergie éolienne et solaire, fonctionnant indépendamment du réseau électrique régional. Tout l'éclairage de l'île est remplacé par des LED, réduisant la consommation d'énergie de 70%,. Kamen dit que l'île est neutre en carbone grâce à des panneaux solaires sur chaque bâtiment, une éolienne de 10 kW et un «petit» moteur Stirling pour l'alimentation de secours.
Le Royaume de North Dumpling n'est pas légalement reconnu. Kamen a néanmoins établi une constitution, un drapeau, une monnaie (le Dumpling), un hymne national (le bruit d'une pierre jetée dans l'eau) et une marine composée de son seul véhicule amphibie. Les habitants de North Dumpling sont appelés "Dumpliniens", et Kamen se désigne comme "Lord Dumpling". En plus du phare, l'île possède une réplique de Stonehenge,.

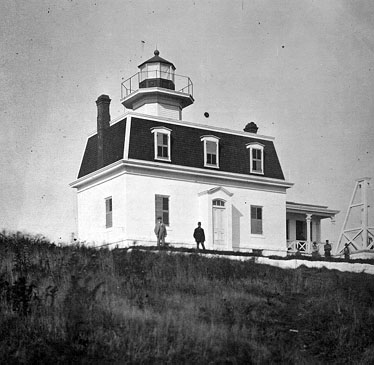
le phare de North Dumpling dans les années 1940